# Cophixalus tagulensis
Cophixalus tagulensis es una especie de anfibio anuro de la familia Microhylidae.

## Distribución geográfica
Es endémica de la isla Tagula del archipiélago de las Luisiadas, Papúa Nueva Guinea.

## Descripción
Solo se conoce esta especie a través de tres especímenes de esta rana que fueron encontrados en 1956. Estos especímenes midieron entre 13,5 y 18,5 mm de longitud entre el hocico y la cloaca. El hocico es romo. El tímpano no es visible. La piel es lisa tanto dorsal como ventralmente. Los dedos de las manos y los pies tienen discos pequeños, los de los dedos son más pequeños que los de los dedos. Los dedos de las manos y los pies tienen flecos laterales. Los dedos de los pies están palmeados.

## Hábitat y conservación
Habita en selvas tropicales. Los tres individuos de esta especie se encontraron en la ladera oeste del monte Riu entre los 250 y los 350 metros de altitud. No se conocen amenazas significativas; los bosques en Tagula se talaron hace unos 100 años, pero desde entonces se han recuperado.